# 福田純 (声優)
福田 純（ふくだ じゅん）は、日本の男性声優である。VoiceBloom所属。旧芸名は神原 真人（かみはら まこと）。

## 出演作品

### ゲーム
- 太鼓の達人 どんとかつの時空大冒険（ダーナム、ラッキオ、アシハラ童子）
- 太鼓の達人ドコドン！ミステリーアドベンチャー（マケマケ）
- 古の女神と宝石の射手（原初の王ウラノス、副官コスタス、副官コスタス第二幕）
- 三国双舞（諸葛亮、孫策、華陀、張郃）
- 三国志ものがたり
- Cure Mate Club（高嶺業平）[1]
- GIEEVAL（ギィーヴァル）～畜民新世界～（フィアン・ロード）[2]
- カルネージハート エクサ（フレッド・ノーマン、ガイアル）[3][4]
- KILLZVALD（キルツヴァルド）～最後の人間～（月人レオン）[5]
- 沈マナイ月（満）
- 堕天使〜陰謀のカルテ〜（男、警備員）
- なないろ 恋の天気予報（佐藤先生）
- Plastic Boys〜水色のキモチ〜（イヴァン）
- Perfect Prince（ニコラウス）[6]
- セリフで感じて! 声優どうし（竹島雄介）[7]
- echo.（男子生徒）

### ナレーション
- カミングスーン（シリアス派）[8]
- 野球のメンタルトレーニング
- しちふくじん
- 四谷学院通信講座
- マーク・ルッソのゴルフ入門DVD
- 商人ねっと株式会社取締役社長紹介ナレーション
- Bot3D Engineキャラクターナレーション

### CD
- 遙かなる契り（Dragon Guardian）
- ドラゴンヴァリウス（Dragon Guardian）
- 真実の石碑（Dragon Guardian）
- 新選組散華録（Dragon Guardian＆KNIGHTS OF ROUND“桜牙”）
- 新選組悲恋歌（Dragon Guardian＆KNIGHTS OF ROUND“桜牙”）
- 第5回東方M-1ぐらんぷり（Yellow-Zebra - いえろ～ぜぶら）
- 第8回東方M-1ぐらんぷり（あ～るの～と）

### 舞台
- THE!CreRo 第三回公演 ニコラ（声の出演）
- とっときな!（劇団信玄座）
- ネゴシエーター（劇団信玄座）
- 名探偵密室殺人事件（劇団信玄座）
- やるしかないのさ（劇団信玄座）

### アニメ
- 封神演義 〜ナタクの大冒険〜（李靖/三太子/竜鬚虎）
- ブラインド・ナイト〜終章〜（警備員）

### ラジオ
- 突撃生中継レポート（かつしかFM）
- まにあっく倶楽部（ABS秋田放送）
- みんな輪になる★ドーナツラジオ（ネットラジオ）

### ラジオドラマ
- LOTUS 〜First Bloom〜（沢渡稔）[9]
- 暁露の果てに（従者）

### ダウンロードコンテンツ
※ダウンロードデータとして配布・販売されるボイスドラマなど。
- ヴァジアルサーガ外伝1「覇帝ソウリュウ」（ソウリュウ）[10]
- ヴァジアルサーガ外伝2「愚民と戦乱」（月人）
- StudioGIW歌集Vol.1「終暦聖歌」（ヴァジアルサーガ外伝（ソウリュウ）、おまけヴォイス（ソウリュウ））[11]
- ProductionGIW「安眠ヴォイス」[12]
- ボイスドラマ版　都立第三中学シリーズ[13]（山本はじめ）

### 携帯コンテンツ
- 携帯萌え声館

### パチンコ機
- 有限会社Power Domain（液晶演出内の音声を複数担当）